# Victor D’Hondt
Victor D’Hondt (ur. 20 listopada 1841 w Gandawie, zm. 30 maja 1901 tamże) – belgijski prawnik, profesor prawa cywilnego i matematyki na uniwersytecie w Gandawie. Najbardziej znany dzięki stworzonej w 1878 roku procedurze podziału mandatów między kandydatów z list partyjnych w wyborach o ordynacji proporcjonalnej, znanej jako metoda D’Hondta.

## Publikacje
- La représentation proportionnelle des partis, 1878
- Système pratique et raisonné de représentation proportionnelle. Bruxelles, 1882.
- Exposé du système pratique de représentation proportionnelle, 1885
- De l'hypothèque spéciale en cas de faillite, 1886
- Concordat préventif, 1890
- Tables de division des nombres 1 à 400 par 1 à 31 et 401 à 1000 par 1 à 13 pour la répartition proportionnelle des sièges en matière électorale avec exposé de la méthode, 1900